# Busby Islet
Busby Islet är en ö i Australien. Den ligger i delstaten South Australia, omkring 120 kilometer sydväst om delstatshuvudstaden Adelaide. Arean är 0,16 kvadratkilometer. Den sträcker sig 0,6 kilometer i nord-sydlig riktning, och 0,5 kilometer i öst-västlig riktning.
Genomsnittlig årsnederbörd är 753 millimeter. Den regnigaste månaden är juni, med i genomsnitt 143 mm nederbörd, och den torraste är januari, med 21 mm nederbörd.